# Bryum flaccidifolium
Bryum flaccidifolium är en bladmossart som beskrevs av Dixon in R. A. Dyer 1939. Bryum flaccidifolium ingår i släktet bryummossor, och familjen Bryaceae. Inga underarter finns listade i Catalogue of Life.